# Gäddtjärnen (Los socken, Hälsingland, 683006-144881)
Gäddtjärnen är en sjö i Ljusdals kommun i Hälsingland och ingår i Dalälvens huvudavrinningsområde.